# Swiftdisc II
Swiftdisc II je řadič disketových jednotek pro počítače Sinclair ZX Spectrum vyvinutý britskou společností Sixword Ltd, následník řadiče Swiftdisc. K řadiči je možné připojit čtyři disketové jednotky. Dále řadič obsahuje paralelní port, sériový port RS-232 a port pro Kempston joystick.
Řadič je kompatibilní jak se ZX Spectrem 48K, tak se ZX Spectrem 128K a +2. S využitím zařízení Fixer je možné jeho použití i s počítačem ZX Spectrum +3, ovšem pouze v režimu 48 Basic.
Syntaxe příkazů pro ovládání řadiče (viz Rozšířená syntaxe Sinclair BASICu) byla zvolena tak, aby nekolidovala s příkazy pro ZX Interface 1, se kterým je Swiftdisc II kompatibilní, a obě zařízení mohou být připojena současně. Pomocí dodatečného programu je možné dokonce ZX Interface 1 včetně ZX Microdrive emulovat, přičemž na jednu disketu je možné uložit až čtyři virtuální pásky ZX Microdrive. Se Swiftdisc II byl dodáván i program převod obsahu Microdrive pásek na virtuální pásky.
Kromě ovládání z Basicu je také možné řadič ovládat z nabídky, kterou je možné vyvolat pomocí tlačítka umístěného na zařízení.